# Gerald Stano
Gerald Eugene Stano (ur. 12 września 1951 w Schenectady – 23 marca 1998 w Starke) – amerykański seryjny morderca, który w latach 1973–1980, pozbawił życia co najmniej 22 kobiety. Za zabójstwa został skazany i stracony na krześle elektrycznym.

## Życiorys
Gerald urodził się w Schenectady w stanie Nowy Jork. W chwili urodzenia nazywał się Paul Zeininger. Gdy miał sześć miesięcy, został oddany przez biologicznych rodziców do adopcji. Wkrótce został adoptowany przez Normę Stano i ta zmieniła mu nazwisko na Gerald Eugene Stano. Początkowo nowi rodzice mieli problemy wychowawcze z Geraldem, jednak z czasem te się skończyły. W szkole, Gerald uczył się na poziomie średnim, tam też był prześladowany przez rówieśników. Był kilkakrotnie posądzany o kradzież i wywołanie fałszywych alarmów przeciwpożarowych. Swoją naukę Gerald zakończył w wieku 21 lat i nie chciał jej kontynuować w college’u. Imał się dorywczych prac, ale zawsze był zwalniany za kradzieże. Wówczas popadł w alkoholizm. 

## Zbrodnie
Stano popełnił pierwsze potwierdzone morderstwo, gdy miał 22 lata, jednak policja nie wyklucza, że pierwszego morderstwa dokonał w wieku 18 lat. Gerald został aresztowany 1 kwietnia 1980 roku. Skazano go za 22 morderstwa popełnione na Florydzie i w New Jersey na karę śmierci na krześle elektrycznym. Do dziś podejrzewa się, że zamordował nawet 41 kobiet, gdyż w okolicach jego miejsca zamieszkania zaginęło bez wieści wiele kobiet, jednak nigdy nie znaleziono dowodów, by go oskarżyć. Gerald Stano został stracony 23 marca 1998 roku.

## Ofiary Stano
| Lp. | Ofiara            | Wiek | Data                 | Miejsce morderstwa |
| --- | ----------------- | ---- | -------------------- | ------------------ |
| 1.  | Janine Ligotino   | 19   | 21 marca 1973        | Gainesville        |
| 2.  | Ann Arceneaux     | 17   | 21 marca 1973        | Gainesville        |
| 3.  | Barbara Bauer     | 17   | 6 września 1973      | New Smyrna Beach   |
| 4.  | Cathy Lee Scharf  | 17   | 19 stycznia 1974     | Port Orange        |
| 5.  | Nancy Heard       | 24   | 3 stycznia 1975      | Port Orange        |
| 6.  | Diana Valleck     | 18   | 15 maja 1975         | Tampa              |
| 7.  | Susan Basile      | 12   | 10 czerwca 1975      | Port Orange        |
| 8.  | Linda Hamilton    | 16   | 22 lipca 1975        | New Smyrna Beach   |
| 9.  | Emily Branch      | 21   | 17 grudnia 1975      | Daytona Beach      |
| 10. | Susan Bickrest    | 24   | 20 grudnia 1975      | Daytona Beach      |
| 11. | Bonnie Hughes     | 34   | 10 lutego 1976       | Dundee             |
| 12. | Cheryl Neal       | 18   | 30 maja 1976         | Daytona Beach      |
| 13. | Joan Foster       | 18   | 28 września 1977     | Tampa              |
| 14. | Molly Newell      | 20   | 29 września 1977     | St. Petersburg     |
| 15. | Emily Grieve      | 38   | 21 października 1977 | Zephyrhills        |
| 16. | Mary Muldoon      | 23   | 11 listopada 1977    | Daytona Beach      |
| 17. | Sandra DuBose     | 34   | 5 sierpnia 1978      | Daytona Beach      |
| 18. | Phoebe Winston    | 25   | 27 marca 1979        | Hrabstwo Polk      |
| 19. | Christine Goodson | 17   | 15 kwietnia 1979     | Hrabstwo Pinellas  |
| 20. | Dorothy Williams  | 17   | 11 grudnia 1979      | Tampa              |
| 21. | Toni Van Haddocks | 26   | 16 lutego 1980       | Daytona Beach      |
| 22. | Mary Maher        | 20   | 17 lutego 1980       | Daytona Beach      |